# Коцебу Петро Оттович
Петро́ О́ттович Коцебу  (нім. Peter August Moritz von Kotzebue, рос. Коцебу Пётр Оттович; *8 (20) вересня 1827 Пальвере, Косе, Гар'юмаа, Естляндська губернія — †8 (21) грудня 1911 Пальмирівка, Катеринославська губернія), контр-адмірал російського флоту, син російського мореплавця, дослідника та першовідкривача нових земель Отто Коцебу. Похований у селі Пальмирівка Дніпропетровської області в Україні, де є його надгробок.

## Життєпис
Коцебу Петро Оттович кавалер орденів Святої Анни двох ступенів, Святого Станіслава, нагороджений медаллю «За участь у підкоренні Кавказу» і хрестом «За службу на Кавказі». Учасник Кримської війни і оборони Севастополя.
Народився 8 вересня (20 вересня за новим стилем) 1827 року в помісті Палфер, Естонія.
1846 р. серпня 21 числа був проведений з кадетів морського корпусу в гардемарини.
1848 р. Був проведений в мічмани з призначенням в Чорноморський флот. На фрегаті «Кулевчи» перейшов з Миколаєва до Севастополя.
1849, 1850 рр. На бригу «Птоломей» перейшов з Одеси до Константинополя, звідки плавав в Архіпелаг.
1851 року на транспорті «Ріон» плавав між Миколаєвом та Севастополем, потім на пароплаві «Молодець» ходив до абхазьких берегів та брав участь у битві проти натугайців, за що був нагороджений Орденом Святої Анни 4 ступеня за хоробрість.
1852—1852 рр. На пароплавах «Боєць» та «Могучий Ельбрус» ходив по укріпленням чорноморської берегової лінії.
1854 р. На пароплаві-фрегаті «Громоносець» брав участь в кампанії на Севастопольському рейді.
1854 і 1855 рр. З 13 вересня по 28 жовтня перебував у гарнізоні Севастополя, і 28 жовтня був поранений уламком бомби в ногу, по одужанні перебував на 4 бастіоні до закінчення облоги.
1855 р. березня 30 числа був проведений в лейтенанти. Нагороджений орденами Св. Анни 3 ступеня і Св. Святослава 2 ступеня, з мечами.
1856 р. На ґвинтовому і кліпері «Разбойник» перейшов з Архангельська в Кронштадт.
1857—1860 рр. На кліпері «Пластун», у команді капітана 1 рангу Кузнєцова, перейшов з Кронштадта до гирла річки Амур, і плавав по портам Тихого Океану, а потім на корветі «Новик» повернувся у Кронштадт.
1861—1863 рр. Командуючи ґвинтовим човном «Толчея», плавав у фінляндських шхерах.
1863 р. Нагороджений орденом Святої Анни 2 ступеня з мечами. На броненосній батареї «Первенец» у званні старшого офіцера плавав у Фінській затоці, потім був переведений у Чорноморський флот, серпня 30 числа був проведений у капітан-лейтенанти.
1864 р. на пароплаві «Казбек» ходив по кавказькій береговій лінії.
1865 р. В чині старшого офіцера на імператорській паровій яхті «Тигр» ходив по чорноморським портам.
1866 р. Командуючи пароплавом «Чатырдаг», ходив по Дунайським портам. Нагороджений срібною медаллю за участь у підкоренні західного Кавказу і хрестом за службу на Кавказі.
1867 р. 21 лютого звільнений для служби на комерційних суднах.
1871 р. 1 січня проведений у чин капітана 2 рангу.
1875 р. 1 січня проведений у чин капітана 1 рангу.
1877 р. 16 квітня зарахований на дійсну службу з призначенням у 1-ий чорноморський флотський Його Імператорської Високості генерал-адмірала екіпаж.
1879 р. березня 12. Проведений у чин контр-адмірала із звільненням від служби.
Помер 8 грудня (20 грудня за новим стилем) 1911 року в селі Пальмирівка Верхньодніпровського повіту, Катеринославської губернії.